# Assistenzfriedhof (Odense)

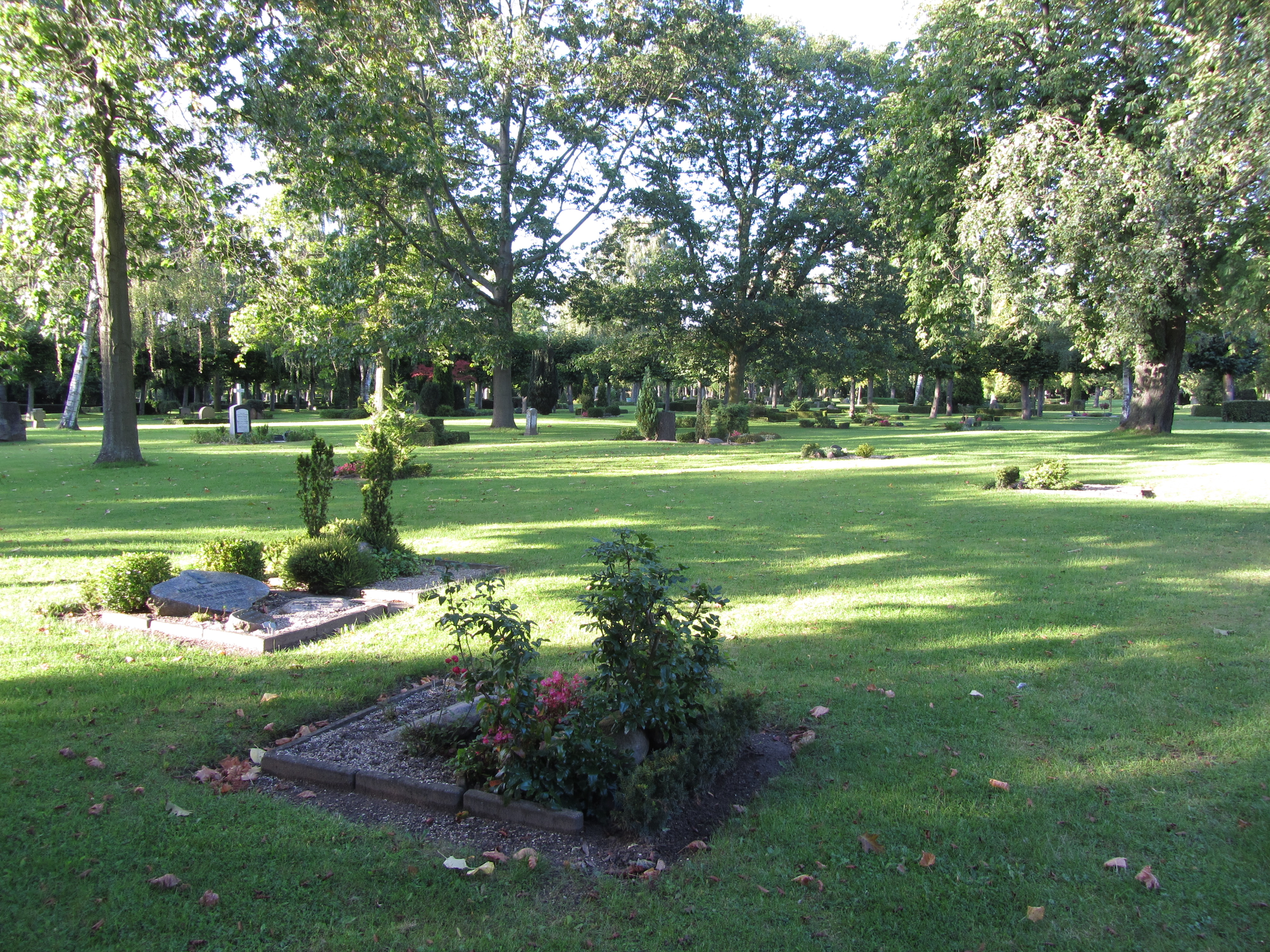
Assistenzfriedhof Odense

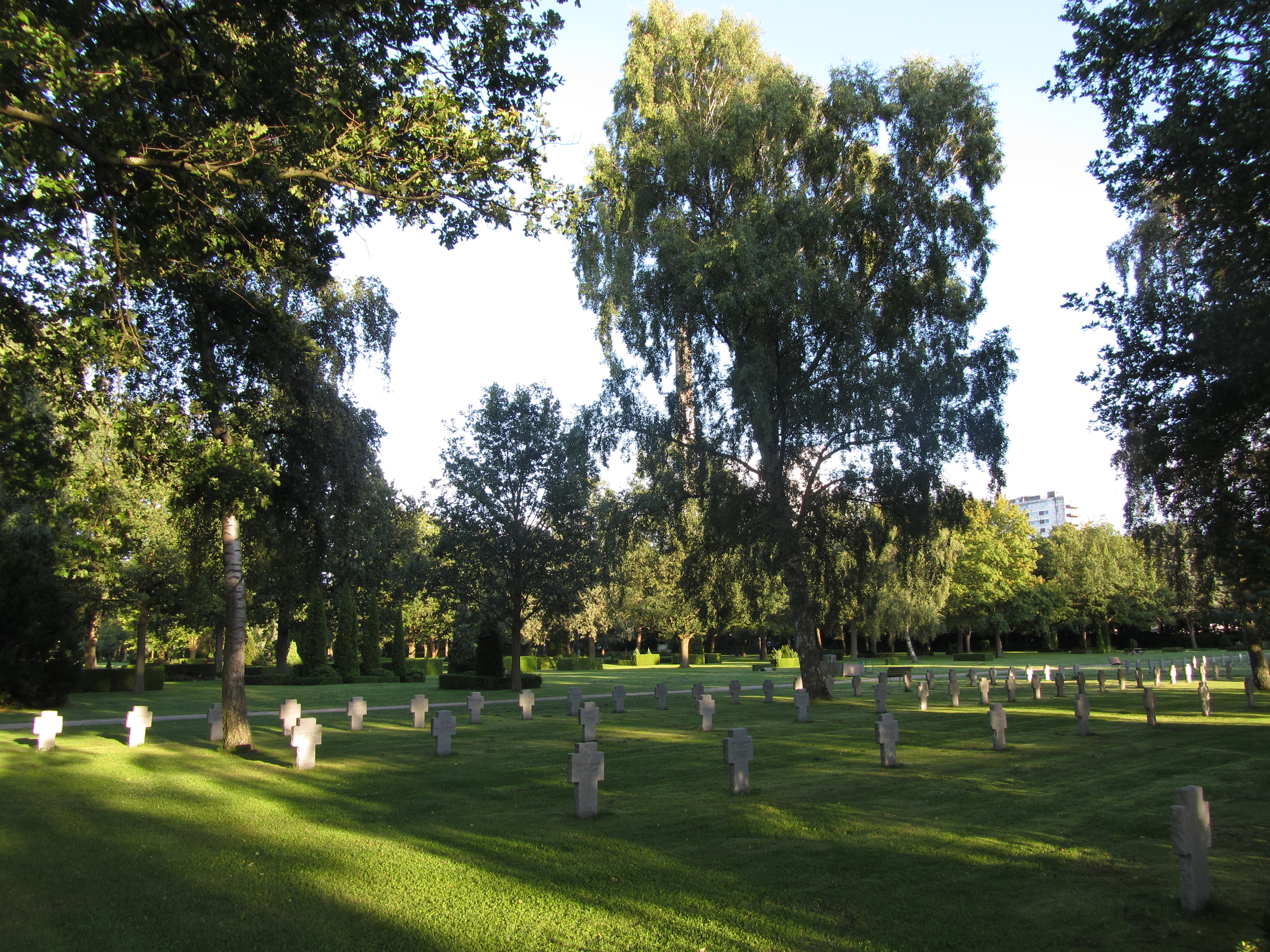
Granitkreuze markieren Gräber aus dem Zweiten Weltkrieg: Hier ruhen 356 Flüchtlinge und 263 deutsche Soldaten.

Der Assistenzfriedhof Odense (dänisch Assistens kirkegård) ist ein Friedhof in Odense auf der dänischen Insel Fünen. Viele Bürger von stadtgeschichtlicher Bedeutung wurden hier beigesetzt. 

## Geschichte
Der Friedhof wurde 1811 an einer südlichen Ausfallstraße angelegt. Kirchengemeinden der Altstädte deckten mit sogenannten Assistenzfriedhöfen (nach dem franz. assistance Hilfe, Aushilfe) die gestiegene Nachfrage infolge von Industrialisierung und Urbanisierung. In Dänemark existiert gut ein Dutzend Anlagen unter diesem Namen. Die bekannteste ist sicherlich der Assistenzfriedhof in Kopenhagen. 
Zuvor diente das Areal jahrhundertelang als Richtplatz und Schindanger, den die Abdecker zur Entsorgung von Aas und Unrat nutzten. Gartenbauinspektor Hans von Müller (1743–1816), Gärtner am Schloss von Odense, entwarf den Assistenzfriedhof als Barockgarten mit Elementen des englischen Landschaftsgartens. Die anfangs 6 ha große Fläche wurde insgesamt elfmal ausgeweitet; heute misst sie 32 ha. Ihr Parkcharakter blieb jedoch bewahrt.
1852 schuf Herman Wilhelm Bissen (1798–1868) ein Denkmal für 119 Soldaten aus dem Schleswig-Holsteinischen Krieg 1848–51, die in den Lazaretten von Odense ihren Verletzungen erlegen waren.
Im März 1945 wurden Gräber für deutsche Soldaten angelegt, weil die Wehrmacht für die Rückführung ihrer Gefallenen keine Kapazitäten mehr aufbringen konnte. Kurz darauf wurden auch erste Flüchtlinge aus den Ostgebieten hier beigesetzt.

## Gräber bekannter Persönlichkeiten
- Emil Aarestrup (1800–1856), Arzt und Dichter
- Carl Bagger (1807–1846), Journalist und Schriftsteller
- Paul Olaf Bodding (1865–1938), Missionar und Sprachwissenschaftler
- J.C.A. Carlsen-Skiødt, Gärtner, Politiker, Autor
- Christian Dæhnfeldt, Finanzier des Stadtparks „Munke Mose“ 1912
- Jens Peter Dahl-Jensen (1874–1960), Bildhauer
- Birgitte Federspiel (1925–2005), Schauspielerin (z. B. in Die Olsenbande läuft Amok und Babettes Fest)
- Jakob Emanuel Lange (1864–1941), Mykologe, Sozialökonom und Politiker
- Gustav Lotze, Apotheker (Grabmal von Bildhauer Aksel Hansen nimmt Formen des Jugendstils vorweg)
- Hans von Müller, Gestalter des Assistenzfriedhofs 1811
- Theodor Schiøtz, Gründer der Albani-Brauerei in Odense (heute Royal Unibrew)

## Ausblick
Heute erfolgen rund 90 Prozent der Beisetzungen in Form von Urnenbegräbnissen. Daher ist das Areal inzwischen deutlich zu groß. Ein Teil soll deswegen in einen Park verwandelt werden, ohne den friedvollen Charakter eines Friedhofes zu beeinträchtigen. Genutzte Grabstellen werden nicht vorzeitig aufgelöst, so dass die Umgestaltung über viele Jahre bis 2050 erfolgen wird.